# نیک هگ
نیک هگ (به انگلیسی: Nick Hague) فضانورد اهل ایالات متحده آمریکا است که در ۱۹۷۵ میلادی در شهرستان شریدان، کانزاس زاده شد.